# جائزة المجر الكبرى 1986
جائزة المجر الكبرى 1986 هو سباق فورمولا 1 أقيم بتاريخ 10 أغسطس 1986 في حلبة المجر. كان الحادي عشر من أصل 16 في بطولة العالم لسباقات الفورمولا واحد موسم 1986. حلّ البرازيلي نيلسون بيكيه أولا بينما جاء البرازيلي آيرتون سينا في المركز الثاني وحصل على المركز الثالث البريطاني نايجل مانسيل.